# Championnat d'Algérie féminin de football 2016-2017
 (juin 2017).
Navigation
Édition précédente Édition suivante
La Division 1 2016-2017 est la 17e édition du championnat d'Algérie de football féminin.
Le premier niveau du championnat féminin oppose seize clubs algériens en une série de vingt-huit rencontres jouées sous la forme de deux groupes, le groupe centre-est et le groupe centre-ouest. La compétition débute le 30 septembre 2016 et s'achève en mai 2017.

## Compétition

### Classement

#### Classement Groupe centre-est
Le classement est calculé avec le barème de points suivant : une victoire vaut trois points, le match nul un point et la défaite zéro (retrait d'un point en cas de forfait).
Les critères utilisés pour départager en cas d'égalité au classement sont les suivants :
1. classement aux points des matchs joués entre les clubs ex æquo ;
2. différence entre les buts marqués et les buts concédés sur la totalité des matchs joués dans le championnat ;
3. plus grand nombre de buts marqués sur la totalité des matchs joués dans le championnat ;
4. différence entre les buts marqués et les buts concédés par chacun d’eux au cours des matchs qui les ont opposés ;

#### Classement Groupe centre-ouest
Le classement est calculé avec le barème de points suivant : une victoire vaut trois points, le match nul un point et la défaite zéro (retrait d'un point en cas de forfait).
Les critères utilisés pour départager en cas d'égalité au classement sont les suivants :
1. classement aux points des matchs joués entre les clubs ex æquo ;
2. différence entre les buts marqués et les buts concédés sur la totalité des matchs joués dans le championnat ;
3. plus grand nombre de buts marqués sur la totalité des matchs joués dans le championnat ;
4. différence entre les buts marqués et les buts concédés par chacun d’eux au cours des matchs qui les ont opposés ;

| Rang | Équipe           | Pts | J  | G  | N | P  | Bp | Bc | Diff |
| ---- | ---------------- | --- | -- | -- | - | -- | -- | -- | ---- |
| 1    | AFAK Relizane T  | 39  | 14 | 13 | 0 | 1  | 66 | 6  | +60  |
| 2    | ASE Alger Centre | 39  | 14 | 13 | 0 | 1  | 53 | 7  | +46  |
| 3    | CF Akbou         | 28  | 14 | 9  | 1 | 4  | 29 | 18 | +11  |
| 4    | AS Intissar Oran | 20  | 14 | 6  | 2 | 6  | 24 | 27 | -3   |
| 5    | FC Béjaia        | 16  | 13 | 5  | 1 | 7  | 12 | 27 | -15  |
| 6    | AS Oran Centre   | 7   | 13 | 3  | 1 | 10 | 8  | 27 | -19  |
| 7    | COTS Tiaret      | 10  | 14 | 3  | 1 | 10 | 17 | 42 | -25  |
| 8    | SF El Attaf P    | 3   | 14 | 1  | 0 | 13 | 3  | 58 | -55  |

| Légende : | Légende : |
| --------- | --- |
|           | Qualifié pour le play-off du Championnat |
|           | Qualifié pour le play-down du Championnat |
|           | T Tenant du titre. P Promu de Division 2. Pts points ; G victoires ; N match nuls ; P défaites Bp buts marqués ; Bc buts encaissés ; Diff différence de buts |

### Résultats
| Résultats (▼dom., ►ext.)                                   | AFAK | ASEAC | ASIO | COTST | CFA | FCB | ASOC | SFEA |
| AFAK Relizane                                              |      | 5-0   | 4-0  | 8-0   | 4-1 | 3-0 | 5-0  | 8-0  |
| ASE Alger Centre                                           | 3-0  |       | 2-0  | 5-2   | 3-0 | 2-0 | 3-0  | 8-0  |
| AS Intissar Oran                                           | 0-6  | 0-4   |      | 1-3   | 0-2 | 1-1 | 2-1  | 4-0  |
| COTS Tiaret                                                | 1-4  | 0-5   | 2-6  |       | 0-2 | 0-2 | 1-1  | 3-0  |
| CF Akbou                                                   | 0-4  | 5-0   | 0-0  | 4-1   |     | 2-0 | 1-0  | 5-0  |
| FC Béjaia                                                  | 0-2  | 0-7   | 1-3  | 2-1   | -   |     | -    | 3-0  |
| AS Oran Centre                                             | 5-0  | 0-3   | 0-1  | 2-1   | 1-2 | 1-2 |      | 2-0  |
| SF El Attaf                                                | 8-0  | 0-3   | 1-6  | 0-2   | 0-5 | 0-1 | 1-0  |      |
| - Victoire à domicile - Match nul - Victoire à l'extérieur |      |       |      |       |     |     |      |      |